# Genaemirum vulcanicola
Genaemirum vulcanicola là một loài tò vò trong họ Ichneumonidae.